# المذيق (الملاح)

تعديل مصدري - تعديل

المذيق هي إحدى قرى عزلة الملاح بمديرية الملاح التابعة لمحافظة لحج، بلغ تعداد سكانها 181 نسمة حسب تعداد اليمن لعام 2004.